# Geoffrey S. Fletcher
Geoffrey Shawn Fletcher (New London, 4 de outubro de 1970) é um roteirista e diretor de cinema norte-americano, e professor da Universidade Columbia e da Universidade de Nova Iorque. Fletcher é mais conhecido por escrever o filme Precious: Based on the Novel "Push" by Sapphire, tendo vencido o Oscar de Melhor Roteiro Adaptado em 2010.

## Infância e adolescência
Fletcher nasceu em New London, Connecticut, filho de Alphonse Fletcher, Sr. e Bettye R. Fletcher. Ele tem dois irmãos: Alphonse Fletcher, Jr. e Todd Fletcher.  Estudou na Waterford High School em Waterford, Connecticut, e na Choate Rosemary Hall. Formou-se em psicologia no Harvard College e conseguiu um mestrado em belas artes na Universidade de Nova Iorque. Durante a faculdade, ele dirigiu e escreveu o curta Magic Markers, que foi exibido em festivais e chamou a atenção do diretor John Singleton.

## Carreira
Fletcher trabalhou em vários empregos temporários durante anos enquanto escrevia e dirigia seus próprios filmes. Eventualmente, ele recebeu um emprego como professor adjunto na Universidade de Nova Iorque e na Universidade Columbia. Em 2006, Lee Daniels  viu Magic Markers e pediu para Fletcher adaptar o romance Push, escrito por Sapphire, em um filme. Daniels considerou vários roteiristas antes de escolher Fletcher. O filme, Precious: Based on the Novel "Push" by Sapphire, estreou em novembro de 2009 e foi muito bem recebido pela crítica, e Fletcher acabou vencendo o Oscar de Melhor Roteiro Adaptado.